# Ірвінг (Техас)
Ірвінг (англ. Irving) — місто (англ. city) в США, в окрузі Даллас на півночі штату Техас, північно-західне передмістя Далласа. Населення — 256 684 особи (2020). За населенням є 13-им містом у Техасі.
У місті міститься проектована зона розвитку Лас-Колінас на площі 49 км², що була найбільшою на Південному Заході свого часу.
Міжнародний аеропорт Далласу/Форт-Ворту розташовані у межах Ірвінгу.
У місті Університет Далласа, Північного озера коледж, містечко Даллас каунті громадського коледжу, містечко Університету Фінікса, містечко ДіВри університету.

## Географія
Ірвінг розташований за координатами 32°51′28″ пн. ш. 96°58′12″ зх. д. / 32.85778° пн. ш. 96.97000° зх. д. (32.857748, -96.970022).  За даними Бюро перепису населення США в 2010 році місто мало площу 176,17 км², з яких 173,57 км² — суходіл та 2,59 км² — водойми.

## Демографія
Згідно з переписом 2010 року, у місті мешкало 216 290 осіб у 82 538 домогосподарствах у складі 51 594 родин. Густота населення становила 1228 осіб/км².  Було 91128 помешкань (517/км²).
Расовий склад населення:
| - 53,1 % — білих - 14,0 % — азіатів - 12,3 % — чорних або афроамериканців - 0,9 % — корінних американців - 0,1 % — вихідців з тихоокеанських островів - 16,2 % — осіб інших рас |

До двох чи більше рас належало 3,5 %. Частка іспаномовних становила 41,1 % від усіх жителів.
За віковим діапазоном населення розподілялося таким чином: 26,5 % — особи молодші 18 років, 66,6 % — особи у віці 18—64 років, 6,9 % — особи у віці 65 років та старші. Медіана віку мешканця становила 31,3 року. На 100 осіб жіночої статі у місті припадало 100,0 чоловіків;  на 100 жінок у віці від 18 років та старших — 98,6 чоловіків також старших 18 років.
Середній дохід на одне домашнє господарство  становив 71 922 долари США (медіана — 52 154), а середній дохід на одну сім'ю — 78 736 доларів (медіана — 57 926). Медіана доходів становила 41 237 доларів для чоловіків та 36 902 долари для жінок. За межею бідності перебувало 15,1 % осіб, у тому числі 23,0 % дітей у віці до 18 років та 9,4 % осіб у віці 65 років та старших.
Цивільне працевлаштоване населення становило 118 243 особи. Основні галузі зайнятості: науковці, спеціалісти, менеджери — 16,7 %, освіта, охорона здоров'я та соціальна допомога — 14,2 %, роздрібна торгівля — 10,8 %, мистецтво, розваги та відпочинок — 10,7 %.

## Транспорт
Через місто проходить маршрут Помаранчевої лінії швидкісного трамваю Далласа, лінії якого обслуговують Даллас та його передмістя.